# Emre Kaya
Emre Kaya (* 15. Dezember 1985 in Izmir) ist ein türkischer Popmusiker und Songwriter.

## Karriere
Seine Musikkarriere begann bereits im Jahr 2001 mit dem Album Aşifte. Sechs Jahre später folgte dann das zweite Album Beni Al. Der kommerzielle Durchbruch gelang Emre Kaya erst 2012 mit der Veröffentlichung der Single Toz. Seitdem hat er eine Reihe von Songs auf den Markt gebracht.
Im Jahr 2013 gewann er einen Altın Kelebek Award in der Kategorie Bester Newcomer.

## Diskografie

### Alben
- 2001: Aşifte
- 2007: Beni Al
- 2014: Apayrı
- 2022: Yüzüme Söyle

### EPs
- 2013: Teşekkür Ederim
- 2022: Usta Şarkılar
- 2022: Akustik
- 2022: Folk İstanbul

### Singles
| - 2012: Toz - 2013: Teşekkür Ederim - 2013: İlizyon - 2014: Sorma - 2014: Apayrı - 2014: Ayna - 2015: Benimsin - 2015: Yapboz - 2016: Esaret - 2016: Dın Dın - 2017: Aşk Diye Soludum | - 2017: Rüzgar - 2018: Seni Seve Seve - 2019: Nasıl Diye Sorma - 2019: Nefes - 2021: Tebessüm - 2022: Asalet - 2023: Venüs - 2024: Senden Sonra Tufan - 2024: Aklımda Bir Tek Sen Varsın - 2024: Kafama Göre |

Quelle:

### Akustik-Aufnahmen
- 2021: Elinden Geleni Ardına Koyma (Akustik)
- 2021: Adını Sen Koy (Akustik)
- 2021: Senin de Aşkın Yalanmış (Akustik)
- 2021: Seni Kimler Aldı (Akustik)
- 2021: Ben De Yoluma Giderim (Akustik)
- 2021: Nereden Bileceksiniz (Akustik)
- 2021: İki Gözüm (Akustik)

### Songwriting (Auswahl)
- 2008: Sana Güvenmiyorum (von Zeynep Dizdar)
- 2010: Çatlat (von Murat Dalkılıç)
- 2012: Kader (von Murat Dalkılıç)

## Auszeichnungen
- 2013: Altın Kelebek Award in der Kategorie Bester Newcomer